# 呤唎
呤唎（Augustus Frederick Lindley，1840年2月3日—1873年3月29日），英国军人，曾效力于中国太平天国军队。

## 生平
呤唎1857年加入英国海军，1859年前往香港服役，次年辞职后前往太平天国控制区经商。1861年，呤唎正式投效太平天国忠王李秀成，为其训练军队，并多次亲自参战。1863年，呤唎参加了九洑洲要塞保卫战，身受重伤。伤癒后，呤唎率数人于同年九月潜入上海，夺取了一艘轮船“飞而复来号”（Firefly），献给太平军。之后，呤唎因为患病不癒，转回英国。
1866年2月3日，呤唎出版《太平天国革命亲历记》（Ti Ping Tien Kwoh: The History of the Ti-Ping Revolution, Including a Narrative of the Author's Personal Adventures）一书，记述了他参与太平天国运动的历史，并将其题献给李秀成。